# Adventure (jogo eletrônico de 1980)
Adventure é um jogo eletrônico desenvolvido pela Atari para o console Atari Video Computer System (renomeado depois como Atari 2600), lançado em 1980. É considerado o primeiro jogo de ação-aventura e seu criador, Warren Robinett, também introduziu um dos primeiros "easter egg"  conhecidos na história dos videogames.

## História e design
Adventure foi um jogo desenvolvido e publicado pela empresa de jogos Atari, Inc. Foi inspirado no jogo de texto Colossal Cave Adventure, criado por Will Crowther e modificado posteriormente por Don Woods.
Apesar do desencorajamento do chefe da Atari em lançar o jogo, que afirmou que o jogo não poderia ser feito, o designer Warren Robinett criou um jogo gráfico livremente inspirado no jogo de texto. Adventure para Atari 2600 acabou vendendo milhões de cópias, alcançando o título de sétimo jogo mais vendido do Atari 2600.
O total de memória utilizada pelo programa do jogo foi 4096 bytes (4KB) para o código do jogo (a ROM) e 128 bytes para variáveis do programa (a RAM). A CPU do Atari 2600 possuía 1,19 megahertz 8-bit MOS Technology 6507, o qual era uma versão mais econômica que a 6502.
Devido as limitações de hardware do Atari 2600, o lado esquerdo e direito das telas do jogo são espelhos uma da outra, o que levou a criação de confusos labirintos que existem no jogo, com exceção das mais notáveis telas do jogo, que são as catacumbas do castelo negro e do pátio do castelo dourado. Estas telas também são refletidas, entretanto contém um parede vertical a romper um pouco a simetria e também permitir a passagem para a porta secreta que dá acesso ao Easter egg.

### Inovação
Adventure não foi apenas o primeiro jogo de ação-aventura em um console, mas também o primeiro a ter um Easter egg amplamente conhecido, foi o primeiro a permitir que o personagem usasse um conjunto de itens, o que obrigava o jogador a escolher qual item usar em um determinado momento, normalmente através de um comando por tecla ou joystick. Adventure permitia que o personagem derrubasse um item e pegar outro sem precisar inserir nenhum comando.

### Easter egg
Dentro das catacumbas do castelo negro (nos níveis de dificuldade 2 ou 3), incorporado na parede sul da câmara selada (acessível somente através da ponte), se encontra um píxel invisível que se pode levantar como um objeto, conhecido também como ponto cinza. Assim se deve levar o cursor que representa o jogador contra a parede inferior para poder levantar o ponto cinza. O ponto cinza não é realmente invisível, só tem uma cor semelhante a cor de fundo, assim ele pode ser visualizado normalmente se colocado sobre uma parede normal. Este ponto não é atraído pelo imã, diferenciando-se de muitos outros objetos de Adventure.
Se levar o ponto cinza ao extremo direito da tela do corredor abaixo do castelo dourado, desde que tenha algum outro item na mesma tela, ganharás de presente outros objetos de cores diferentes, e a parede de fundo se tornará invisível, permitindo ao jogador entrar em um quarto secreto onde se pode ler: "Created by Warren Robinett" (Criado por Warren Robinett).
Robinett criou isso como forma de ser reconhecido, uma vez que os programadores não recebiam crédito pelo seu trabalho na época.

## Jogabilidade
O objetivo do jogador é simplesmente encontrar o cálice encantado e devolvê-lo ao castelo dourado. O personagem do jogador, representado por um quadrado, explora uma paisagem multitela que contém castelos, labirintos e várias habitações. Escondidos no cenário pode se encontrar espadas, chaves para destravar os castelos (dourado, negro e branco), uma ponte mágica que permite ao jogador atravessar paredes, e um imã cuja função é atrair estes objetos para o personagem.

### Inimigos
Existem três dragões no mundo do jogo:
- Yorgle, o dragão amarelo: Guarda o cálice e foge da chave dourada.
- Grundle, o dragão verde: Guarda o imã, a ponte mágica, a chave negra e o cálice.
- Rhindle, o dragão vermelho: É o mais rápido dos dragões e também o mais agressivo. Guarda a chave branca e o cálice.

Pode-se matar um dragão acertando-o com a espada. Se o interruptor de dificuldade do consoles estiver na posição "A", o dragão fugirá assim que ver a espada.
Quando um dragão tocar o jogador, este ataca (permanecendo imóvel um instante com a boca aberta), e logo "ergue" o jogador e o engole, que permanece preso na barriga do dragão. Enquanto o dragão estiver com a boca aberta, não se pode matá-lo.
Um morcego negro corre a tela voando, em algumas ocasiões deixa cair objetos (incluindo dragões vivos ou mortos). O morcego pode roubar a espada do jogador e simultaneamente dar-lhe um dragão vivo para enfrentar. O jogador pode capturar o morcego e levá-lo consigo. O morcego continua voando um tempo depois da morte do jogador, e em algumas ocasiões ele pode pegar o dragão que comeu o jogador, dando um passeio pelo mundo de Adventure. O jogador pode capturar o morcego dentro de um castelo, especialmente com o castelo dourado que só tem um quarto, sendo assim o morcego voará em círculos sem abandonar o castelo. Se o jogador pegar algum objeto, o morcego mudará de direção para tentar roubar o novo objeto e deixá-lo no castelo. Se supõe que o nome deste morcego seja Knubberrub, mas isto não é confirmado no manual do jogo.

### Modos de jogo
Existem três modos de jogo disponíveis pelo interruptor de seleção de jogo no console:
- Jogo 1 é uma versão simplificada do jogo e nele não aparece o dragão vermelho, nem o morcego, tampouco as catacumbas, o castelo branco, o labirinto e nem o castelo negro.
- Jogo 2 é a versão completa, possuindo todas características descritas. Os lugares onde se encontram os objetos são sempre os mesmos e, devido a este fato, é mais fácil chegar ao ovo de páscoa.
- Jogo 3 é como o jogo 2, mas com uma diferença. Os lugares onde os objetos aparecem são gerados aleatoriamente em cada jogo, deixando o jogo diferente todas as vezes que for jogado. Como resultado, o jogo pode ser mais fácil ou mais difícil de se resolver (algumas vezes é impossível de se resolver devido a um defeito na rotina para definir aleatoriamente a localização dos objetos, neste defeito, a chave amarela é colocada dentro do castelo dourado, sendo que para abrir e poder adentrar ao castelo necessita-se da chave, assim, a resolução do jogo se torna impossível nesta condição). Devido a condição aleatória dos objetos, é mais difícil capturar o morcego e localizar os objetos necessários para descobrir o "ovo de páscoa" (apesar da localização do "ponto cinza" ser sempre a mesma).

Quando o jogador é devorado por um dragão, não necessariamente deverá começar o jogo desde o início. Ao acionar o interruptor de Reset, o jogador é ressuscitado de volta ao castelo amarelo revivendo também qualquer dragão que já tenha sido morto. Quando voltar, os objetos permanecerão nos lugares que o jogador os havia deixado. Pode-se dizer que esta característica foi uma das primeiras tentativas de Continue empregado nos jogos eletrônicos, característica popular nos jogos da 4º geração de jogos eletrônicos. Acionar o interruptor de Game Select depois de morrer faz com que o jogo volte a tela de seleção, e assim, se pode iniciar um novo jogo.

## Relançamentos eremakes
Adventure tem sido convertido e relançado em diferentes plataformas:
- Jakks Atari Classics 10 in 1 TV Games (2002).
- Atari Flashback (2004).
- Atari Anthology (2004) para Playstation 2 e Xbox.
- Atari Flashback 2 (2005).
- Atari: 80 Classic Games in One (2005) para Windows.
- Game Room (2010) para Xbox Live Arcade e Games for Windows Live.
- Atari's Greatest Hits (2011) para iOS.

## Legado
- Uma sequência de Adventure foi em princípio anunciada no início de 1982. No final, a sequência planejada acabou por se tornar a série de jogos Swordquest.
- Em 2005, uma sequência escrita por Curt Vendel foi publicada para Atari no jogo Atari Flashback 2. Em 2007, AtariAge publicou uma sequência fortemente inspirada na original, chamada Adventure II. Para Atari 5200 foi utilizada uma permissão da Atari Interactive[carece de fontes?].
- Embora não tenha sido o primeiro jogo eletrônico de "quests", Adventure foi o primeiro programado para isto em um console doméstico. Os cenários (castelos, labirintos, salas secretas e cavernas escuras), itens (chaves, espadas e tesouros), e monstros (morcegos, dragões) foram algo pioneiro no mundo dos jogos eletrônicos, e posteriormente pode-se encontrar estes recursos em jogos de sucesso como Haunted House, The Legend of Zelda e Final Fantasy. Ainda que significativamente simples e pequeno em comparação com estes outros jogos, Adventure é em algumas ocasiões descrito como "precursor espiritual".
- Adventure é protagonista de um episódio de 2009 da série Robot Chicken intitulado Cannot Be Erased, So Sorry em que esta parodia a baixa resolução dos gráficos do jogo.
- O dragão de Adventure pode ser visto várias vezes na série animada Homestar Runner.